# Округ Гарланд (Арканзас)
Округ Гарланд (енгл. Garland County) је округ у америчкој савезној држави Арканзас. По попису из 2010. године број становника је 96.024. Седиште округа је град Hot Springs.

## Демографија
Према попису становништва из 2010. у округу је живело 96.024 становника, што је 7.956 (9,0%) становника више него 2000. године.
| Група             | 2000.          | 2010.          |
| Белци             | 76.844 (87,3%) | 80.621 (84,0%) |
| Афроамериканци    | 6.873 (7,8%)   | 7.615 (7,9%)   |
| Азијати           | 443 (0,5%)     | 695 (0,7%)     |
| Хиспаноамериканци | 2.254 (2,6%)   | 4.622 (4,8%)   |
| Укупно            | 88.068         | 96.024         |